# Haberturm
La Haberturm (letteralmente Torre di Haber) era una torre, parte del Castello di Königsberg, presso l'omonima città nella Prussia orientale (l'attuale Kaliningrad, in Russia). È stata demolita dalle autorità sovietiche insieme al resto del castello nel 1968.

## Storia
La Haberturm fu una delle torri più antiche del castello di Königsberg in quanto alcune sue basi risulterebbero già erette dai Cavalieri Teutonici durante la loro prima costruzione in pietra del castello nel 1255, sul lato nord-est delle mura. Quando il castello conobbe il proprio primo assedio nel 1260, la torre aveva già uno scopo difensivo e la caratteristica forma ottagonale leggermente irregolare che mantenne anche nei secoli successivi, malgrado gli ampliamenti subiti dal complesso.
Secondo una targa posta alla base della torre stessa, essa era stata costruita dall'architetto Vogt Dietrich von Liedelau (1278-1292). La sua base, voltata a botte, fu oggetto di scavi archeologici nel 1891.